# Нацреалізм
Нацреалізм (Національний реалізм) — літературний жанр та стиль, художня пропаганда національної ідеї, є перелицюванням соцреалізму на націоналістичний лад.
Притаманний не тільки українським митцям, але й чеським.
Для нацреалізму є характерним змальовування подій у простих чорно-білих тонах. По суті це радянський героїчний епос зі зміненими ідеологічними акцентами.
|               | Соцреалізм дуже легко перейшов у нацреалізм. Це яскраво демонструє той факт, що форма важливіша за зміст. Дуже легко змінити ідеологію, ідею твору, дуже легко соц- замінити на нац-. Але прийоми ті самі, соцреалістичні. Основне в соцреалізмі — це заміна образів гаслами, якимись твердженнями. Правильними чи неправильними — не має значення. Це не образна, а пропагандистська література. І тому так легко відбулася заміна одних гасел іншими, форма-бо залишилася. |
| — Леонід Плющ | |

## Приклади
- «Червоний» Андрія Кокотюхи,
- «Залишенець. Чорний ворон» Василя Шкляра,
- «Солодка Даруся» Марії Матіос.
- «Орлова балка», Микола Руденко.